# Waterstofhalogenide
Een waterstofhalogenide is een verbinding van waterstof met een van de halogenen. De waterstofhalogeniden worden doorgaans in de volgorde waarin de halogenen in het periodiek systeem staan gerangschikt: waterstoffluoride, waterstofchloride, waterstofbromide, waterstofjodide en waterstofastatide. Van deze groep verbindingen is waterstofchloride vooral bekend vanuit zijn oplossing in water: zoutzuur. Het laatste, waterstofastatide, is een theoretische verbinding, gezien de hoge zeldzaamheid van het element astaat.
De waterstofhalogeniden worden vooral als groep beschouwd, omdat de eigenschappen van de halogenen in groep 17 van het periodiek systeem langzaam wijzigen, naarmate de verbinding groter wordt.
| X  | pKa HX | ΔEN = ENX - ENH | dH-X (pm) | μ (D) | HX  | Model |
| -- | ------ | --------------- | --------- | ----- | --- | ----- |
| F  | 3,2    | 1,9             | 91,7      | 1,86  | HF  |       |
| Cl | -8     | 0,9             | 127,4     | 1,11  | HCl |       |
| Br | -9     | 0,7             | 141,4     | 0,788 | HBr |       |
| I  | -10    | 0,4             | 160,9     | 0,382 | HI  |       |
| At |        | 0,1             |           |       | HAt |       |

## Zuursterkte
Uit de tabel blijkt duidelijk de steeds grotere zuursterkte uit de steeds negatievere pKa.
De eerste verklaring voor het verloop van de zuursterkte wordt gevonden in de gelijkblijvende lading van het halogenide-ion, maar de toenemende straal. De afstand tussen de positieve lading wordt groter, dus wordt volgens de wetten van Coulomb de aantrekkende kracht kleiner. Het waterstofion wordt makkelijker afgestaan.
De kwantummechanica geeft een tweede reden voor de stijgende zuursterkte: de overlap tussen de 1s-orbitaal op waterstof wordt, door stijgende schilnummer (en daarmee het aantal knoopvlakken), steeds slechter met het p-orbitaal op het halogenide.

## Dipoolmoment
De dipoolmomenten laten duidelijk zien dat alleen de afstand tussen de twee atomen geen maat is voor het dipoolmoment. Ook het afnemende verschil in elektronegativiteit speelt duidelijk een rol. 

Waterstoffluoride · Waterstofchloride · Waterstofbromide · Waterstofjodide · Waterstofastatide